# Bemani

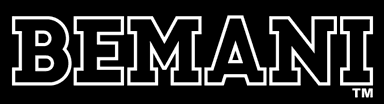
Логотип

Bemani (яп. ビーマニ би:мани) — название подразделения Konami Digital Entertainment, Inc, сформированного в 1997 году и занимающегося разработкой музыкальных и танцевальных видеоигр. Изначально это подразделение называлось Games & Music Division или в виде сокращения g.m.d. Впоследствии оно было переименовано в честь наиболее успешной и самой первой выпущенной музыкальной игры — Beatmania.

## Игры семейства Bemani

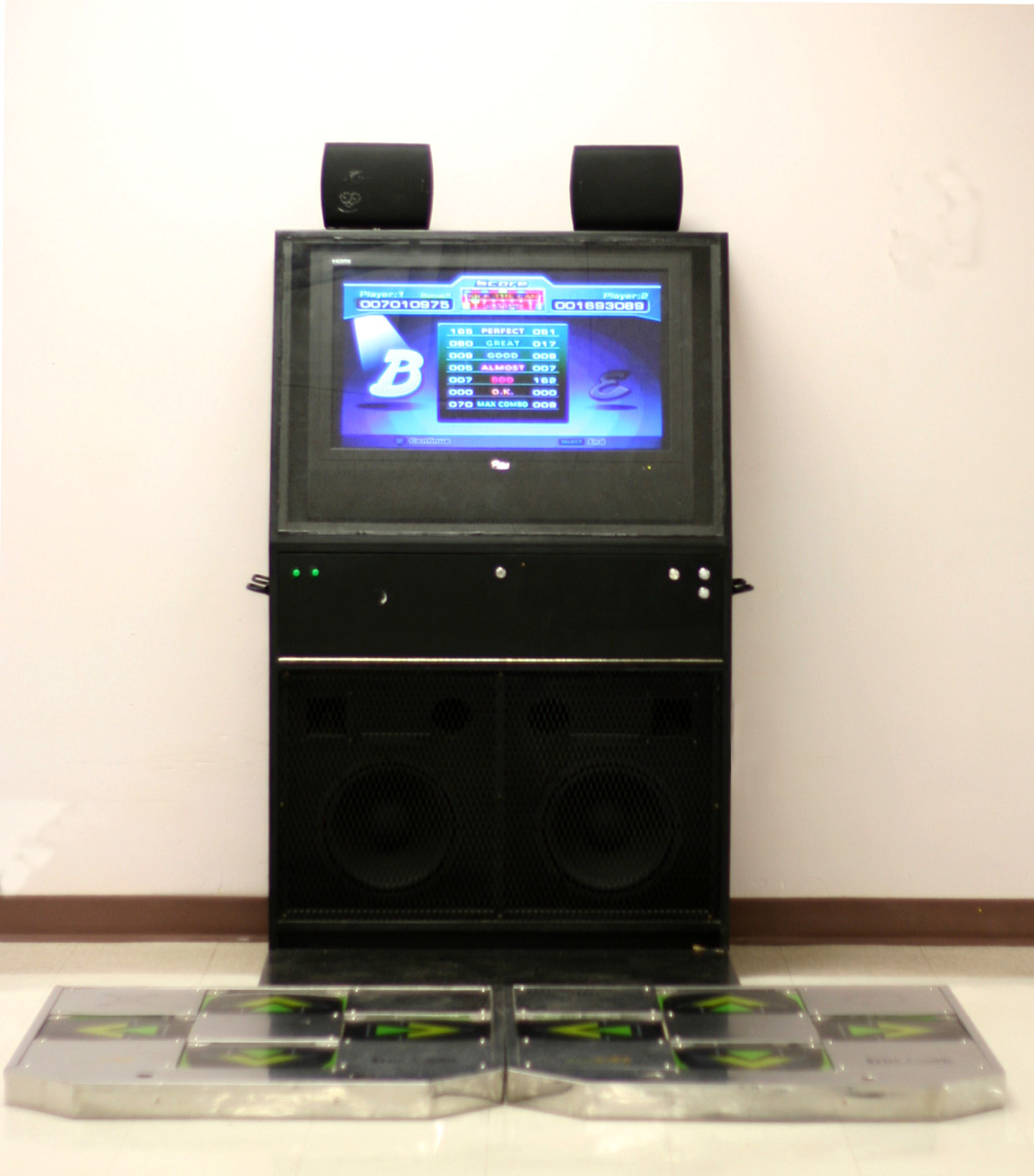
Внешний вид аркадного автомата Dance Dance Revolution

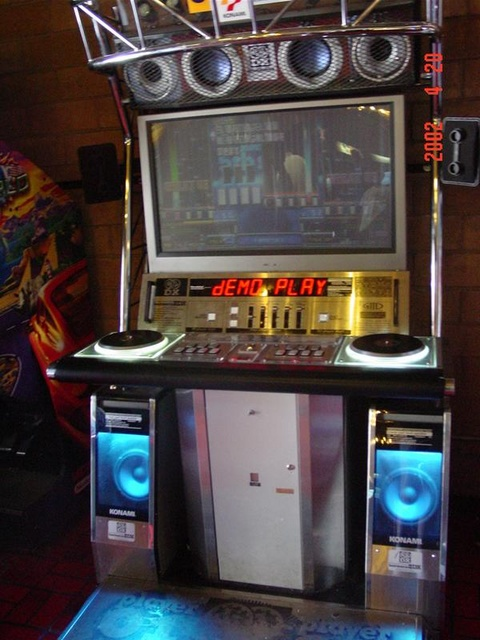
Внешний вид аркадного автомата Beatmania IIDX

Начиная с 1997 года Konami регулярно выпускает новые версии игр, входящих в семейство Bemani. В большинстве случаев каждая последующая версия той или иной игры отличается лишь набором песен, вариантами настроек, игровыми режимами и графическим оформлением. Кардинальные изменения игрового процесса происходят чрезвычайно редко и порой не всегда переходят в последующие версии игр.
В состав Bemani на сегодняшний день входят следующие игры (в алфавитном порядке):
- Beatmania
- Beatmania IIDX
- Beatmania III
- Bemani Pocket
- Dance Dance Revolution (Dancing Stage)
- Dance Maniax
- DrumMania
- GuitarFreaks
- Dance 86.4 Funky Radio Station
- Karaoke Revolution
- Keyboardmania
- Mambo A Go Go
- ParaParaParadise
- Pop’n Music
- Pop’n Stage
- Sound Voltex
- Toy’s March